# Полет 3272 на „Комеър“
Полет 3272 на „Комеър“ е редовен вътрешен пътнически полет от международното летище „Синсинати/Северен Кентъки“, Бун, Кентъки, до летище „Детройт Метрополитън Уейн Каунти“, Ромул, Мичиган, Съединените американски щати, управляван от „Комеър“. На 9 януари 1997 г. самолетът „Ембраер 120 RT Бразилия“, който изпълнява полета, се разбива, докато прави опит за кацане на 29 км югозападно от летище „Детройт Метрополитън Уейн Каунти“, и убива всички 26 пътници и 3 членове на екипажа на борда.
Причината за катастрофата са неадекватните и остарели процедури в условия на обледеняване. Някои от тях възникват поради невъзможността на Федералната авиационна администрация да посочи подходящи минимални въздушни скорости в условия на обледеняване, докато други са дефекти в ръководството за процедури на „Комеър“, включително заменени инструкции за размразяване, които не спазват инструкциите на производителя на самолета.